# 布施伝右衛門
布施 伝右衛門（ふせ でんえもん、生没年不詳）は、江戸時代初期の武将。

## 経歴
慶長20年5月7日（1615年6月3日）、天王寺・岡山の戦いでは岡山口において大野治房の元で新宮行朝、岡部則綱、中瀬定純、二宮長範、御宿政友らと布陣し、右先手を務めた。兵数は50騎であった。弟の布施大三郎は毘沙門池付近に布陣し、山里曲輪で防戦をした。